# Икария (дем)

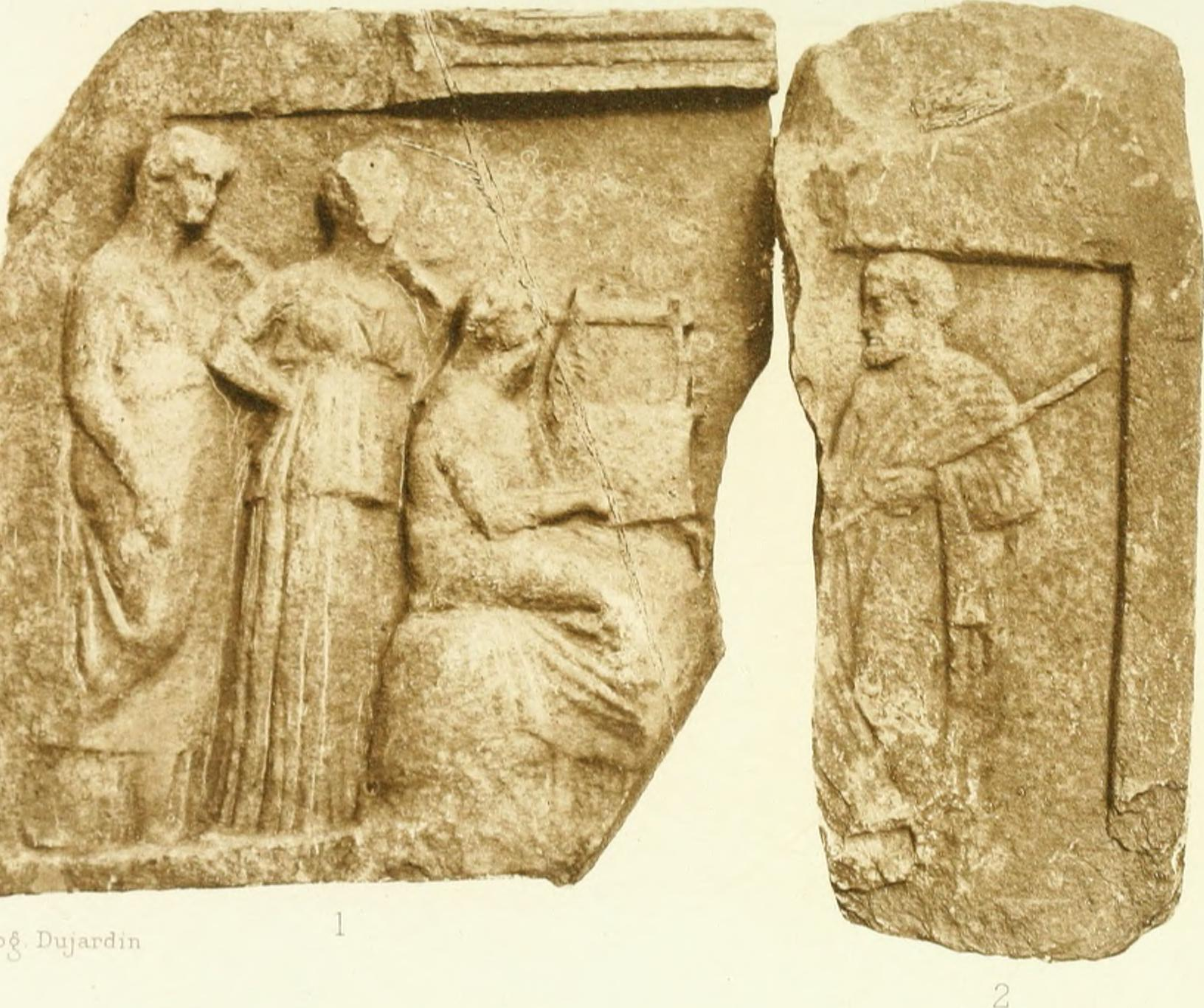
Находка Американской школы классических исследований в Афинах в храме Аполлона Пифийского

Икари́я (др.-греч. Ἰκαρία ή  Ἰκάριον) — аттический дем в Древних Афинах в филе Эгеиде (др.-греч. Αἰγηΐς), названный в честь афинянина Икария, жившего в правление Пандиона. 

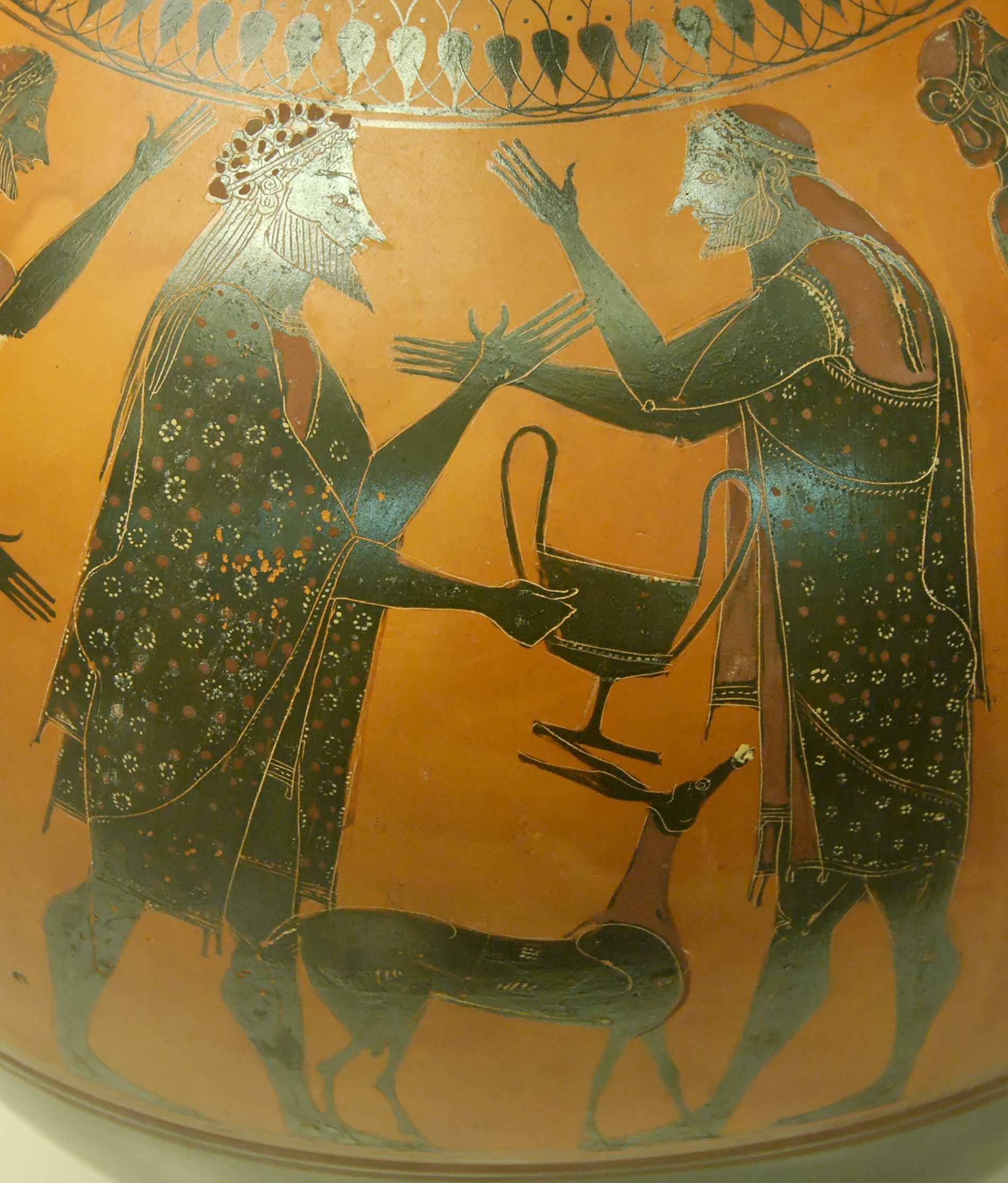
Дионис и Икарий. Чернофигурная амфора из Вульчи, ок. 540—520 до н. э. Британский музей

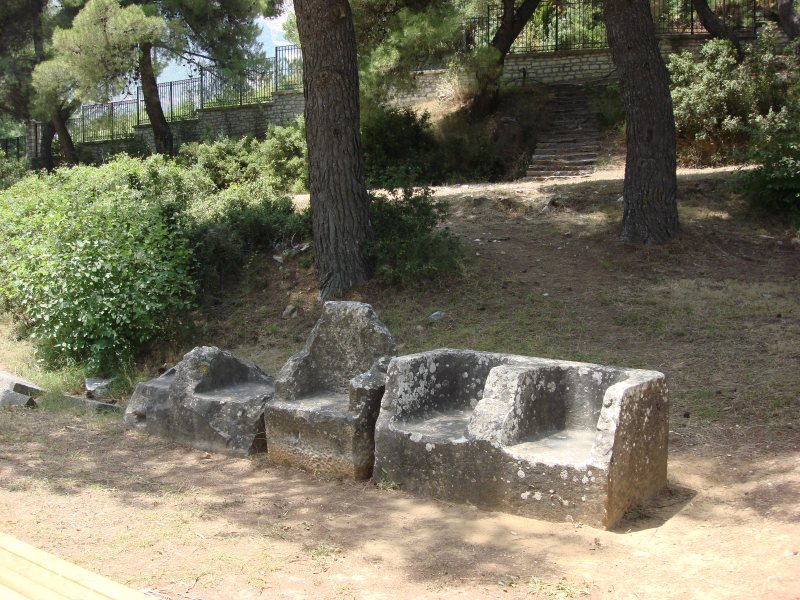
Мраморные сиденья для почётных зрителей древнего театра в Икарии

Плиний Старший упоминает гору Икарий (лат. Icarius). Считалось, что гора Икарион (Ἰκάριον ὄρος) — это низкий хребет, отделяющий Мегариду от дема Элевзиса в Аттике. Место, где находился центр дема, было обнаружено в раскопках, проведённых в 1888 году Американской школой классических исследований в Афинах. Дем был расположен на северных склонах Пенделикона, к юго-востоку от Дионисоса и к северо-западу от Рапендосы. Согласно археологическим находкам дем достиг расцвета в IV веке до н. э., довольно многие находки относятся к архаическому периоду (VII—VI вв. до н. э.). Дем связан как с зарождением культа Диониса, так и с созданием драмы, театра и трагедии. В мифах упоминается, что Дионис был гостем Икария, который в качестве награды получил от бога виноградную лозу и вино. Когда пастухи опьянели от вина, их товарищи вообразили, что Икарий отравил их. Они убили его. По воле Диониса афиняне были наказаны. Чтобы отвратить несчастье, афиняне устраивали ежегодный праздник качелей Эора в честь Эригоны, дочери Икария, и приносили жертвы из плодов Икарию и Эригоне.

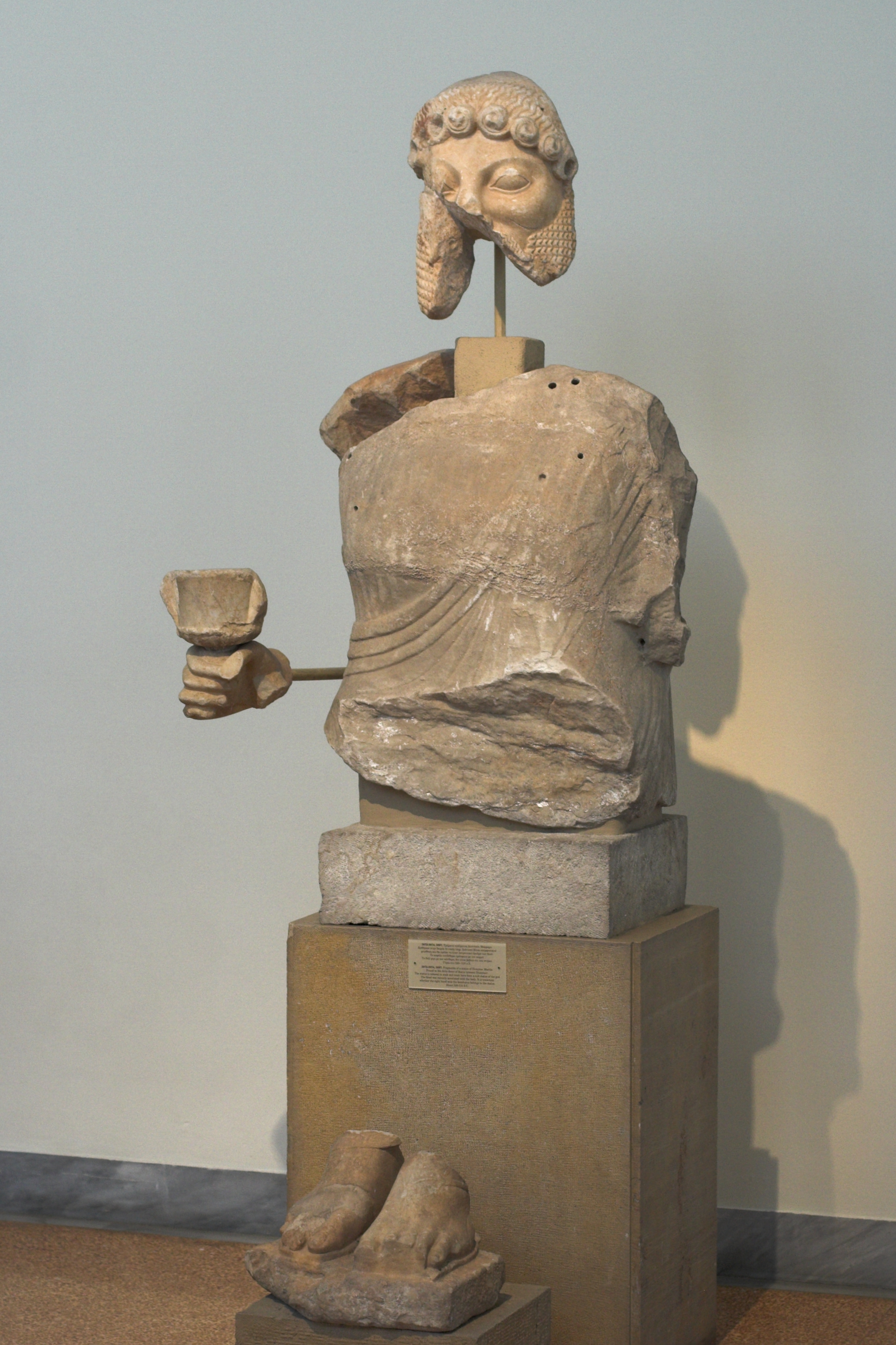
Статуя Диониса. VI век до н. э. Национальный археологический музей в Афинах

Уроженцем Икарии был Феспис, современник Солона, живший в VI веке до н. э., изобретатель и основатель жанра трагедии. Феспис добавил к дифирамбам в праздники Диониса пляски и рассказы, роль рассказчика исполнял сам Феспис.

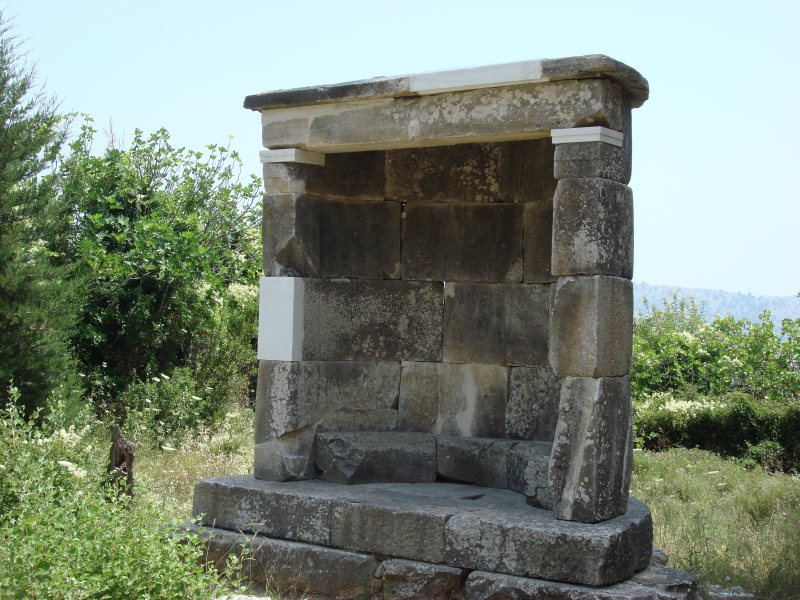
Отреставрированный полукруглый хорегический памятник

При раскопках были найдены руины храма Аполлона Пифийского, надпись в котором с названием дема позволила установить его местоположение. О существовании театра свидетельствуют руины основания скены и сохранившиеся шесть мраморных сидений для почётных зрителей. Место театра разрушено позднее при строительстве пересекающей его дороги. На архитраве полукруглого хорегического памятника, недавно отреставрированного, найдена надпись ΑΓΝΙΑΣ ΞΑΝΘΙΠΠΟΣ ΞΑΝΘΙΔΗΣ ΝΙΚΗΣΑΝΤΕΣ ΑΝΕΘΕΣΑΝ о победе трёх богатых жителей дема на Дионисиях. В святилище Диониса найдено еще много других хорегических памятников и надписей. Статуя Диониса позднеархаического периода (VI век до н. э.), найденная здесь в 1888 году, хранится в Национальном археологическом музее в Афинах.